# 黎曼曲率張量
在微分几何中，黎曼曲率张量（英語：Riemann curvature tensor）或黎曼張量是表达黎曼流形的曲率的标准方式，更普遍的，它可以表示有仿射联络的流形的曲率，包括无扭率或有撓率的。曲率张量通过列维-奇维塔联络(更一般的，一个仿射联络){\displaystyle \nabla }(或者叫协变导数)由下式给出:
{\displaystyle R(u,v)w=\nabla _{u}\nabla _{v}w-\nabla _{v}\nabla _{u}w-\nabla _{[u,v]}w.}
这里{\displaystyle R(u,v)}是一个流形切空间的线性变换；它对于每个参数都是线性的。
注意有些作者用相反的符号定义曲率.
如果{\displaystyle u={\frac {\partial }{\partial x_{i}}}} 与 {\displaystyle v={\frac {\partial }{\partial x_{i}}}} 是坐标向量场则{\displaystyle [u,v]=0}所以公式简化为 
{\displaystyle R(u,v)w=\nabla _{u}\nabla _{v}w-\nabla _{v}\nabla _{u}w}
也就是说曲率张量衡量协变导数的反交换性。
线性变换{\displaystyle w\mapsto R(u,v)w}也称曲率变换。

## 對稱性和恆等式
进一步,由上式定义了如下的三重线性映射
- {\displaystyle R:(w,u,v)\rightarrow R(u,v)w,}

映射{\displaystyle R}关于每一个自变量都是{\displaystyle C^{\infty }}线性的, 故{\displaystyle R}是{\displaystyle M}上的{\displaystyle (1,3)}型光滑张量场, 称之为仿射联络空间{\displaystyle (M,\nabla )}的曲率张量.
在坐标向量场下，{\displaystyle R} 可以表示为
- {\displaystyle R=R_{kij}^{l}dx^{k}\otimes {\frac {\partial }{\partial x^{l}}}\otimes dx^{i}\otimes dx^{j}.}

还可以定义四重线性映射，如下
- {\displaystyle R:(w,z,u,v)\rightarrow g(R(u,v)w,z),}

则映射 {\displaystyle R}关于每一个自变量都是{\displaystyle C^{\infty }} 线性的, 故{\displaystyle R}是黎曼流形{\displaystyle (M,g)}上的 {\displaystyle (0,4)} 型光滑张量场, 称之为黎曼流形 {\displaystyle (M,g)} 的黎曼曲率张量. 在坐标向量场下, {\displaystyle R} 可以表示为
- {\displaystyle R=R_{klij}dx^{k}\otimes dx^{l}\otimes dx^{i}\otimes dx^{j}.}

- 注：上述纺射联络空间 {\displaystyle (M,\nabla )}上的曲率张量 {\displaystyle R}与黎曼流形 {\displaystyle (M,g)} 上的黎曼曲率张量 {\displaystyle R} 是同一个对象的不同表现形式.
- 注 {\displaystyle R_{klij}=g_{lm}R_{kij}^{m}}.

黎曼曲率张量有如下的对称性:
- {\displaystyle R(u,v)=-R(v,u)_{}^{}}
- {\displaystyle \langle R(u,v)w,z\rangle =-\langle R(u,v)z,w\rangle _{}^{}}
- {\displaystyle R(u,v)w+R(v,w)u+R(w,u)v=0_{}^{}}

最后一个恒等式由里奇发现,但是称为第一比安基恒等式(First Bianchi identity)或代数比安基恒等式(Algebraic Bianchi identity)，因为和下面的比安基恒等式相像。
这三个恒等式组成曲率张量对称性的完整列表，也就是给定说任何满足上述恒等式的张量，可以找到一个黎曼流形在某点的曲率张量和它一样。简单的计算表明这样一个张量有{\displaystyle {\frac {n^{2}(n^{2}-1)}{12}}}个独立分量。
另一个有用的恒等式可以由上面这些导出:
{\displaystyle \langle R(u,v)w,z\rangle =\langle R(w,z)u,v\rangle _{}^{}}
比安基恒等式(Bianchi identity)，经常也叫第二比安基恒等式(Second Bianchi identity)或微分比安基恒等式(Differential Bianchi identity)。它涉及到协变导数:
{\displaystyle \nabla _{u}R(v,w)+\nabla _{v}R(w,u)+\nabla _{w}R(u,v)=0}
给定流形某点的任一坐标表示，上述恒等式可以用黎曼曲率张量的分量形式表示为:
- {\displaystyle R_{abcd}=-R_{bacd}\,}
- {\displaystyle R_{abcd}=R_{cdab}\,}

- 第一（代數）比安基恒等式：{\displaystyle R_{abcd}+R_{adbc}+R_{acdb}=0\,}或等價地寫為{\displaystyle R_{a[bcd]}=0\,}

- 第二（微分）比安基恒等式：{\displaystyle \nabla _{e}R_{abcd}+\nabla _{d}R_{abec}+\nabla _{c}R_{abde}=0\,}或等價地寫為{\displaystyle R_{ab[cd;e]}=0\,}

其中方括号表示对下标的反對稱化，分号表示协变导数。这些恒等式在物理中有应用，特别是广义相对论。

## 外部連結
- （英文）Wolfram MathWorld —— Riemann Tensor（页面存档备份，存于）、Bianchi identity（页面存档备份，存于）、Contracted Bianchi identity（页面存档备份，存于）
- The Riemann Curvature Through History (pdf)  （页面存档备份，存于）